# Microdisney
Microdisney — ирландская рок-группа, образованная в 1980 году в Корке и исполнявшая мелодичный инди-рок c элементами фолка и разнообразных поп-влияний. Ядро коллектива составил авторский дуэт: гитарист Шон О’Хэган (англ. Sean O'Hagan) и фронтмен Кэтал Кофлэн (англ. Cathal Coughlan), автор остро конфронтационных текстов, основной мишенью который стало ирландское католичество.
Microdisney, c 1982 года базировавшиеся в Лондоне, выпустили пять студийных альбома, три из которых — Everybody Is Fantastic (1984, UK Indie #6), We Hate You South African Bastards! (1984, UK Indie #7) и The Clock Comes Down The Stairs (1985, UK Indie #1) — стали инди-хитами. После распада группы в 1988 году Кэтал Кофлэн образовал Fatima Mansions. О’Хэган стал участником High Llamas; позже — сотрудничал со Stereolab и Уиллом Олдэмом и его проектом Palace Music.

## Дискография

### Альбомы
- Everybody Is Fantastic (1984, Rough Trade Records, UK Indie #6)
- We Hate You South African Bastards! (1984, Rough Trade, UK Indie #7)
- The Clock Comes Down The Stairs (1985, Rough Trade, UK Indie #1)
- Crooked Mile (1987, Virgin)
- 39 Minutes (1988, Virgin)
- The Peel Sessions Album (1989, Strange Fruit)
- Big Sleeping House (1995, Virgin Vault)
- Love Your Enemies (1996, Rev-Ola)
- Daunt Square to Elsewhere: 1982—1988 (2007, Castle Records)

### Синглы
- «Hello Rascals» (1982, Kabuki Records)
- «Pink Skinned Man» (1983, Kabuki)
- «Dolly» (1984, Rough Trade)
- In the World EP (1985, Rough Trade, UK Indie #7)
- «Birthday Girl» (1985, Rough Trade, UK Indie #6)
- «Town to Town» (1987, Virgin, UK Singles Chart #55)
- «Singer’s Hampstead Home» (1987, Virgin)
- «Gale Force Wind» (1988, Virgin, UK #98)